# UCI Africa Tour 2022
Die UCI Africa Tour 2022 ist die 18. Austragung einer Serie von Straßenradrennen auf dem afrikanischen Kontinent, die zwischen dem 20. Februar 2022 und dem 21. Mai 2022 stattfindet. Die UCI Africa Tour ist Teil der UCI Continental Circuits und liegt von ihrer Wertigkeit unterhalb der UCI ProSeries und der UCI WorldTour.
Die Rennserie umfasst 3 Etappenrennen, die in die UCI-Kategorien eingeteilt werden.

## Rennen
| Datum                  | Land | Rennen                    | Klasse | Sieger             | Team                              |
| ---------------------- | ---- | ------------------------- | ------ | ------------------ | --------------------------------- |
| 17. – 23. Februar 2022 | GAB  | La Tropicale Amissa Bongo | 2.1    | abgesagt           | abgesagt                          |
| 20. – 27. Februar 2022 | RWA  | Tour du Rwanda            | 2.1    | Natnael Tesfatsion | Drone Hopper - Androni Gioccatoli |
| 16. – 20. Mai 2022     | MLI  | Tour du Mali              | 2.2    | abgesagt           | abgesagt                          |
| 19. – 21. Mai 2022     | RSA  | Tour of Limpopo           | 2.2    | abgesagt           | abgesagt                          |

## Gesamtwertung
| Platz | Fahrer                      | Nation    | Team                                | Punkte |
| ----- | --------------------------- | --------- | ----------------------------------- | ------ |
| 1     | Biniam Girmay               | Eritrea   | Intermarché-Wanty Goubert-Matériaux | 1875   |
| 2     | Louis Meintjes              | Sudafrika | Intermarché-Wanty Goubert-Matériaux | 1048   |
| 3     | Natnael Tesfatsion          | Eritrea   | Drone Hopper-Androni Giocattoli     | 600    |
| 4     | Henok Mulubrhan             | Eritrea   | Bardiani CSF Faizane                | 466,5  |
| 5     | Reinardt Janse van Rensburg | Sudafrika | Lotto-Soudal                        | 391,75 |

| Platz | Team                                       | Nation    | Punkte |
| ----- | ------------------------------------------ | --------- | ------ |
| 1     | ProTouch                                   | Südafrika | 459,32 |
| 2     | Skol Adrien Cycling Academy                | Ruanda    | 156,65 |
| 3     | Sidi Ali - Kinetic Sports Pro Cycling Team | Marokko   | 108    |
| 4     | Benediction Ignite                         | Ruanda    | 86     |

| Platz | Nation    | Punkte  |
| ----- | --------- | ------- |
| 1     | Südafrika | 1983,32 |
| 2     | Eritrea   | 1774    |
| 3     | Algerien  | 826     |
| 4     | Ruanda    | 322,31  |
| 5     | Namibia   | 315     |